# Torneo Acropolis 2003
Il Torneo Acropolis 2003 si è svolto dal 25 al 27 agosto 2003.

Gli incontri si sono svolti nell'impianto "Sporthalle" di Glyfada, a sud di Atene, a causa del rimodernamento dell'Olympiahalle, in vista delle olimpiadi dell'anno seguente.

## Squadre partecipanti
1. Grecia
2. Israele
3. Polonia
4. Slovenia

## Risultati
| Glyfada 25 agosto | Israele | 78 – 84 | Slovenia | Sporthalle |

| Glyfada 25 agosto | Grecia | 91 – 62 | Polonia | Sporthalle |

| Glyfada 26 agosto | Slovenia | 86 – 69 | Polonia | Sporthalle |

| Glyfada 26 agosto | Grecia | 73 – 54 | Israele | Sporthalle |

| Glyfada 27 agosto | Israele | 76 – 80 | Polonia | Sporthalle |

| Glyfada 27 agosto | Grecia | 76 – 58 | Slovenia | Sporthalle |

## Classifica Finale
| -  | Team     | PT | V - P | PF - PS   |
| -- | -------- | -- | ----- | --------- |
| 1. | Grecia   | 4  | 2 - 1 | 240 - 174 |
| 2. | Slovenia | 4  | 2 - 1 | 228 - 223 |
| 3. | Polonia  | 2  | 2 - 1 | 211 - 253 |
| 4. | Israele  | 0  | 0 - 3 | 208 - 237 |

## MVP
| Titolo | Giocatore           |
| ------ | ------------------- |
| MVP    | Nikos Chatzīvrettas |